# Crudia venenosa
Crudia venenosa är en ärtväxtart som beskrevs av De Wit. Crudia venenosa ingår i släktet Crudia, och familjen ärtväxter. Inga underarter finns listade i Catalogue of Life.